# Domnall MacLochlainn
Domhall Mac Lochlainn ou Ua Lochlainn .(1048-1121). Roi d’Ailech et du Cenél nEógain (1083-1121) et Ard ri Érenn « co fressabra » (c'est-à-dire en opposition). Donnall est roi du Cenél nEógain ou roi d'Ailech, d'après la forteresse de Grianan dans le comté de Donegal .
Pendant tout son règne, il s'efforce d'établir la prédominance de son lignage le Cenél nEógain sur le nord de l'Irlande et sur le royaume d'Ulaid à sa frontière est comme sur le Cenél Conaill à sa frontière ouest et à s'opposer en permanence à Muirchertach Ua Briain qui voulait s'imposer comme Ard ri Erenn. En s'opposant au roi de Munster, il ne cherche pas seulement à établir sa souveraineté sur le nord de l'Irlande mais aussi à vassaliser les rois de Connacht et les rois de Mide c'est-à-dire à contrôler le mythique Leth Cuinn la moitié nord de l'Irlande. Même s'il semble atteindre parfois son objectif, sa puissance reste fragile.  

## Origine
Domnall ua Lochlainn était le fils d'Ardgar mac Lochlainn chef du Cenél nEógain une des deux dynasties principales des O'Neill du Nord. L'origine de son père demeure imprécise du fait de l'existence de deux d'« Ardgar mac Lochlainn » contemporains. Le premier était le descendant à la quatrième génération de l’Ard ri Érenn Domhall mac Muircheartach (mort en 980) et le second  le représentant de la lignée issue de Domnall mac Áeda, un fils d'Aed Findliath.
Domnall ua Lochlainn devient d'abord après la mort de son père inhumé à Armagh en 1064, « Rig Domma »  (i.e héritier désigné) du royaume d’Ailech. Il ne deviendra roi en titre qu'en 1083. Il commence son règne  en s'emparant d'un « crech rig » c'est-à-dire « proie royale » en Conaille (moderne comté de Louth) et en distribuant des dotations financières aux « Hommes de Fernmag »

## Règne

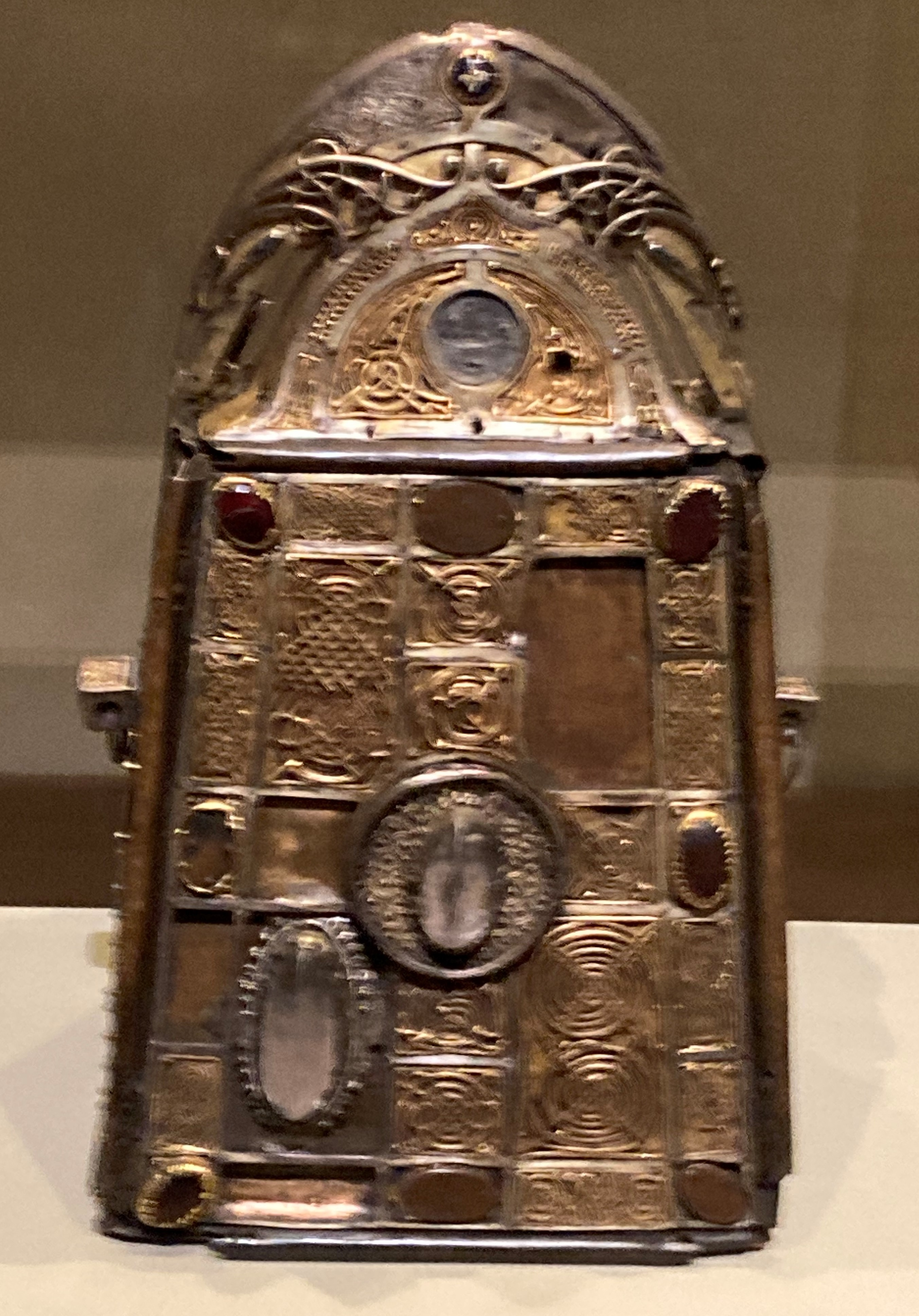
« Saint Patrick's Shrine », un reliquaire fait à la demande de
Domnall Ua Lochlainn pour contenir une cloche à main ; aujourd'hui au musée nationale d'Irlande, à Dublin.

### Les débuts
La première démonstration de ses ambitions intervient en 1088 lorsqu'il conduit son armée au Connacht afin de s'assurer la collaboration de Ruaidri na Saide Buide Ua Conchobair pour qu'il participe à son offensive contre le Munster. Limerick et plusieurs autres forteresses sont incendiées et Kincora dans le comté de Clare, résidence royale des Ui Briain, est rasée .  
Deux ans après il reçoit des otages de Muirchertach Ua Briain lui-même et de Domnall mac Flainn Ua Mael Sechlainn roi de Mide comme de Ua Conchobair. C'est l'apogée de son règne, le moment où il semble devenir le nouvel Ard ri Erenn, mais il ne s'attribue pas lui-même le titre. En 1091 il entre en conflit avec le royaume voisin d'Ulaid et il tue son roi Donnsléibe Ua hEochada dans un combat à Belach Goirt in Iubair (Gortinure comté de Londonderry). L'endroit de la rencontre montre que c'est le roi d'Ulaid qui était l'agresseur.     

### Périodes de conflits
Après ces succès initiaux, il y a plusieurs phases distinctes dans le règne de Domnall :
Premièrement de 1094 à 1103 il est engagé dans une suite d'invasion et de contre-offensive avec Muirchertach dans lesquelles ce dernier à le dessus. Les armées du Munster envahissent le nord sans que Ua Lochlainn ne répète son expédition de 1090. Au contraire il est dans l'obligation d'agir avec violence pour tenter de garder le contrôle sur l'Ulaid et le Cenél Conaill aveuglant en 1093 Aed Ua Canannain roi du Cenél Conaill
et abattant en 1099 l'arbre sous lequel les rois d'Ulaid étaient traditionnellement intronisés. C'est grâce à l'alliance traditionnelle du Cenel nEogain avec l'abbé d'Armagh  qu'il réussit parfois à redresser sa situation. En 1097 une invasion de Muirchertach Ua Briain est arrêtée à Fin Conaill dans le comté de Louth et une trêve négocie par l'intermédiaire de l'église d'Armagh représentée par Domnall mac Amalgada. Une seconde invasion en 1099 se termine par une nouvelle trêve négociée par le même Domnall. En 1100 ce dernier négocie de nouveau un arrangement avec Donnchad Ua hEochadha, le roi captif d'Ulaid .     
La crise principale intervient en 1103 après que Muirchertach Ua Briain ait déjà envahi le nord en 1101 et que pour se venger de la destruction de Kincore en 1090 il pille Ailech. Après une nouvelle trêve obtenue par l'Église d'Armagh en 1102, Muirchertach Ua Briain lance une grande offensive l'année suivante en alliance avec Magnus III de Norvège. Pendant que l'Ulaid se révolte contre Domnall Ua Laichlainn, Ua Briain conduit une armée composée de ses forces et de celles de ses vassaux d'Osraige et du Leinster qui se rassemblent à Mag Coba dans l'ouest du comté de Down. Après une nouvelle et vaine tractation avec l'Église d'Armagh en août, Muirchertach, commet l'erreur de diviser ses troupes en laissant sur place ses alliés et en se dirigeant avec ses propres forces vers le Dál nAraidi qui s'opposait localement à l'Ulaid. Ce raid est meurtrier et Domnall Ua Lochlainn en profite pour vaincre le contingent resté à Mag Coba et obliger Ua Briain à la retraite. Le roi Magnus III qui avait débarqué à Down est tué le même mois dans une escarmouche. la grande coalition de Muirchertach est défaite .     
Après 1103 la suzeraineté de Domnall sur le nord n'est plus remise en cause mais Muirchertach Ua Briain qui prend le contrôle du royaume de Mide est toujours le souverain dominant d'Irlande. Pendant la période 1111-1113 il rencontre de nouvelles difficultés avec l'Ulaid et décide de diviser le royaume entre différents souverains. À la même époque il impose son fils Niall comme roi du Cenél Conaill. En 1114, Ua Briain tombe gravement malade et doit abandonner la suzeraineté sur le sud de l'Irlande qu'il exerçait depuis 1088 et son contrôle sur le nord n'est guère plus établi qu'au début de son règne .

### Fin du règne et mort
Domanll Ua Lochlainn négocie une alliance avec le Connacht, une de ses filles Mor († 1122) est la femme de Toirdelbach Ua Conchobair pendant qu'une autre Derbfhorgaill († 1151) deviendra la mère de trois de ses fils: Domnall, Aed et Cathal.  
Après la mort de Muirchertach Ua Briain en 1119, Domnall Ua Lochlainn se laisse confisquer l'exercice de la souveraineté sur le Munster, par son gendre Toirdelbach Ua Conchobair. En 1120, il doit même mener une dernière expédition pour assister Murchad Ua Mael Shechlainn roi de Mide contre l'emprise du Connacht.    
Domnall Ua Lochlainn meurt âgé de 73 ans le 9 février 1121 à Derry où il est inhumé. Les Annales d'Ulster compilées à Armagh et donc toujours complaisantes avec le Cenél nEógain lui attribuent le titre de « Roi d'Irlande » dans l'entrée de son obituaire. Son patronage de l'église d'Armagh est illustré par la mention sur la cloche relique de Saint-Patrick .

## Unions et descendance
Domnall eut deux épouses :
1) Bébinn morte en 1110 fille de Cennétig Ua Briain roi de Telach Oc (1078-1084) 
- Conchobar roi d'Ailech (1121-1128 & 1129-1136), grand-père de Domnall mac Aeda Mac Lochlainn: roi en 1185; déposé 1186; restauré 1187 († 1188).
- Magnus († 1128).

2) Benmide fille de Conchobar Ua Mael Shechlainn roi de Mide
- Muirchertach († 1114)[16].
- Niall roi de Tir Conaill imposé par son père, (1101-1119) (†  1119)[17] tué à l'âge de 28 ans qui est le père de Muirchertach MacLochlainn.

Il eut également deux filles :
- Mor († 1122) épouse de Toirdelbach Ua Conchobair ;
- Derbfhorgaill († 1151) épouse de Toirdelbach Ua Conchobair mère de trois de ses fils.

## Sources
- (en) Francis John Byrne Irish Kings and High-Kings, Courts Press History Classics Dublin (2001)  (ISBN 1 851 82 1961), p. 107,128,146,276,284.
- (en) Damian Bracken, Damian (2004), « Ua Briain, Muirchertach [Murtagh O'Brien] (c.1050–1119)», Oxford Dictionary of National Biography, Oxford: Oxford University Press.
- (en) Damian  Bracken, (2004), « Ua Briain, Toirdelbach [Turlough O'Brien] (1009–1086)», Oxford Dictionary of National Biography, Oxford: Oxford University Press.
- (en) Art Cosgrove (sous la direction de), Medieval Ireland 1169-1534, Oxford, Oxford University Press, coll. « A New History of Ireland » (no 2), 2008, 1004 p. (ISBN 978019 9539703), p. 10,30
- (en) Marie Thérèse Flanagan, B Harrison. (2004), « Ua Lochlainn, Domnall », Oxford Dictionary of National Biography.
- (en) Marie Thérèse Flanagan, (2005), « High-kings with opposition, 1072–1166 », dans Dáibhí Ó Cróinín, Prehistoric and Early Ireland, A New History of Ireland, I, Oxford: Oxford University Press, p. 899–933,  (ISBN 978-0-19-922665-8).
- (en) Patrick C. Griffin, (2002), The Mac Lochlainn High-Kingship in Late Pre-Norman Ireland, Unpublished M. Phil. thesis, Trinity College Dublin.
- (en) James Lydon, (2003), The Lordship of Ireland in the Middle Ages (2nd ed.), Dublin: Four Courts Press,  (ISBN 1-85182-737-4).
- (en) Dáibhí Ó Cróinín, (1995), Early Medieval Ireland: 400–1200, London: Longman,  (ISBN 0-582-01565-0)
- (en) Katherine Simms, « Ua Conchobair, Toirdelbach Mór (1088–1156) [Turlough the Great O'Connor] (1088–1156) », Oxford Dictionary of National Biography, Oxford: Oxford University Press.